# Musikinstrumentakademien
Musikinstrumentakademien är skandinaviens enda utbildning för instrumentmakare. Skolan drivs i Folkuniversitetet regi och är belägen i Upplands Väsby kommun, norr om Stockholm.